# Folding@home
Folding@Home — проєкт розподілених обчислень, що проводиться під егідою Стенфордського університету. Суть проєкту полягає в моделюванні процесу згортання білків з метою виявлення потенційних помилок у природній конформації. Помилки конформації спричиняють ряд клінічних синдромів, серед яких: хвороба Альцгеймера, хвороба Паркінсона, діабет типу II, хвороба скрепі, Хвороба Кройцфельда—Якоба, коров'ячий сказ, склероз і деякі типи раку. Розуміння механізмів виникнення дефектів на молекулярному рівні допоможе з'ясувати точну картину виникнення даних захворювань і дозволить розробити методи протидії їм.

## Загальна інформація
Подібно до інших відомих проєктів (SETI@Home, distributed.net, Find-a-Drug, World Community Grid), в Folding@Home беруть участь сотні тисяч власників персональних комп'ютерів, на яких виконуються невеличкі порції-завдання. Обчислення проводяться в фоновому режимі з мінімальним пріоритетом, тому не заважають нормальній роботі з комп'ютером. Інтернет потрібен лише для отримання завдань і відправки результатів в автоматичному режимі без участі користувача. Типові завдання мають розмір порядку 100 КБ, а результати — до 1 МБ на один білок, при тому, що на обрахування одного білка в Folding@Home йде від 2 до 10 робочих днів. Вимоги до ПК — Duron/Celeron або вище, 10-20 МБ пам'яті для роботи.
Ведеться статистика для кожного учасника. Учасники можуть об'єднуватися в команди за країнами, містами чи спільними уподобаннями.

## Розподілені обчислення
Сучасні суперкомп'ютери складаються з сотень або тисяч процесорів, іноді ця кількість сягає 10000 процесорів (які окремо взяті часто повільніші від сучасних десктопних процесорів), поєднаних швидкісними з'єднаннями. Саме ці з'єднання роблять суперкомп'ютер єдиним комп'ютером, а не кластером з окремих комп'ютерів, і є чи не найдорожчими його компонентами.
Специфіка обчислювальних алгоритмів, які використовуються Folding@Home в тому, що швидкісні з'єднання між процесорами не потрібні, а потрібна максимізація швидкості кожного процесора. Тому навіть якби в розпорядженні проєкту був суперкомп'ютер з 1000 процесорів, то він би видавав результати не швидше, ніж 1000 окремих комп'ютерів з такими ж процесорами.
Але для отримання вагомих результатів в Folding@Home потрібні не тисячі процесорів, а сотні тисяч. Тому розрахунки, які проводять учасники проєкту, неможливі будь-якими іншими засобами на даному етапі розвитку обчислювальної техніки, і ще довго не будуть можливі.
Станом на 01.03.2010 активними є 438183 процесорів. Це робить кластер, який формують учасники проєкту, одним з найбільших у світі, здатним виконувати приблизно 3996 ТераФлопс.

## Вимоги до комп'ютера для участі в Folding@Home
Будь-який персональний комп'ютер підходить для участі в проєкті, але якщо він випущений більш, ніж 3-4 роки тому і його процесор має частоту менше 1 ГГц, то є імовірність, що він не встигатиме повертати завдання до встановленого крайнього терміну. В такому випадку можна налаштувати клієнтську програму приймати лише завдання, які не мають визначеного кінцевого терміну.
Таким чином, підходить будь-який процесор Pentium, Athlon, Duron, Sempron, Celeron, Power PC або новіші. Клієнтські програми існують для Windows, Linux, Mac OS. Також можуть брати участь комп'ютери з FreeBSD або OpenBSD.
При роботі програма використовує типово 10-20 МБ пам'яті, в залежності від розміру білкової молекули і складності розрахунків. Є завдання, які потребують значно більше пам'яті, але їх отримують лише ті учасники, які спеціально цього захотіли.
При роботі клієнтської програми використовуються 100 % ресурсів процесора, але оскільки пріоритет даного процесу є найнижчим можливим, то на нормальній роботі з комп'ютером це не позначається, і ніякого уповільнення реакції на натиснення клавіш чи чогось подібного не спостерігається. Проте можна і зменшити навантаження на процесор до іншого відсотку (задається в конфігурації), якщо, наприклад, процесор перегрівається або працює нестабільно з таким навантаженням.
Взагалі, машини, які працюють нестабільно при повному завантаженні процесора (причинами можуть бути надмірний розгін або неякісні компоненти, передусім пам'ять) краще до проєкту не підключати, поки не будуть виправлені всі несправності і не буде доведена здатність роботи при повному навантаженні.
Ще однією обов'язковою умовою участі в проєкті є використання комп'ютерів, які належать особисто Вам, або Ви маєте згоду власника на запуск програм Folding@Home на них. Це оговорено в ліцензійній угоді на програми Folding@Home. А так ці програми є безкоштовними, більше того, компоненти, які виконують безпосередні розрахунки, базуються на відкритому коді.

## Інформація про поточні проєкти
Англійська версія — http://fah-web.stanford.edu/cgi-bin/allprojects [Архівовано 28 серпня 2013 у Wayback Machine.]. На 22 квітня 2020 року останній номер проєкту дорівнював 16804.

### Проєкт 100
Проєкт 100 аналізує згортання headpiece Віллін. The villin headpiece — це частина білка Віллін, яка сформована з трьох спіралей, які згруповані разом. Віллін — це білок, який допомагає підтримувати сітку волокон (зроблених з білка Актин), що служать, як щось подібне до скелета клітини. Зображення: 

### Проєкт 101
| [недоступне посилання з червня 2019] | 1HRW: |

| [недоступне посилання з червня 2019] | 1HRX: |

| [недоступне посилання з червня 2019] | 1HSO: |

Цей проєкт створений для перевірки методів симуляцій на трьох подібних системах. Так як вони малі і тому піддатливі для розрахунків, ці штучно створені поліпептиди мають бути стабільнішими у їхній природній формі, ніж інші малі бета-«петлі».
Для подальшої інформації дивіться: Trptophan zippers: Stable, monomeric Beta-hairpins
Andrea G. Cochran, Nicholas J. Skelton, and Melissa A. Starovasnik
[Proc. Natl. Acad. Sci. USA, Vol. 98, Issue 10, 5578-5583, May 8, 2001:http://www.pnas.org/cgi/content/full/98/10/5578 [Архівовано 4 квітня 2005 у Wayback Machine.]]

### Проєкт 103
Проєкт 103 розглядає згортання Engrailed Homeodomain, великої зразкової системи для порозуміння згортання і misfolding. Докладніша інформація і малюнки будуть незабаром.

### Проєкт 105
Проєкт 105 також аналізує згортання villin headpiece. The villin headpiece — це частина білка Віллін, яка сформована з трьох спіралей, які згруповані разом. Віллін — це білок, який допомагає підтримувати сітку волокон (зроблених з білка Актин), що служать, як щось подібне до скелета клітини. Зображення: 
Оскільки це доволі велике WU, крайній термін для повернення завдання 6 днів.

### Проєкт 106
Проєкт 106 аналізує розгортання villin headpiece (проєкт 105 працює над згортанням). The villin headpiece — це частина білка Віллін, яка сформована з трьох спіралей, які згруповані разом. Віллін — це білок, який допомагає підтримувати сітку волокон (зроблених з білка Актин), що служать, як щось подібне до скелета клітини. Зображення: 
Оскільки це доволі велике WU, крайній термін для повернення завдання 6 днів.

### Проєкт 107
Проєкт 107 є важливим контролем проєкту «Віллін» (див. вище проєкти 105 і 106). Тут симулюються змішані послідовності амінокислот Вілліна, тобто присутні всі амінокислоти, які є у Віллні, але вони розташовані у хибному порядку. Таким чином перевіряється, наскільки результати з реальною структурою Вілліна є результатом явного збігу, і скільки вони пов'язані з самою молекулою Вілліна, і наскільки — з послідовностями амінокислот. Контроль, подібний до цього дуже важливий в науці і є джерелом важливої інформації. Зображення: 
Оскільки це доволі велике WU, крайній термін для повернення завдання 6 днів.

### Проєкт 110
Почалися деякі симуляції білка Alzheimer Amyloid бета(28-42). Вважається, що саме цей білок є відповідальний за токсичність Альцгеймерів. Досліджується його згортання у співпраці з експериментальною роботою, запропонованою співробітниками. Обчислення відіграють особливо важливу роль, так уможливлюють симулювання аспектів, які не можуть бути перевірені експериментально (через різнорідність зразків).
Цей проєкт був перевіркою методів.
Буде проведено трохи більше випробувань, щоб переконатися, що немає жодних проблем, and then jump in with some major Folding@Home power …

### Проєкт 111
Проєкти 111, 112, 113 і 114 аналізують згортання білка Стафіллокок А, білка з трьома пов'язаними спіралями. Білок А зазвичай прикріплений до бактеріальної мембрани, і є важливою мішенню для антитіл. Тут досліджується згортання білка А і декількох його варіантів. Ці білки є найбільшими молекулами, які коли-небудь симулювалися в рамках F@H, хоча експерименти свідчать, що вони згортаються надзвичайно швидко. Крайній термін для повернення результатів 9 днів. Зображення: 

### Проєкт 112
Проєкти 111, 112, 113 і 114 аналізують згортання білка Стафіллокок А, білка з трьома пов'язаними спіралями. Білок А зазвичай прикріплений до бактеріальної мембрани, і є важливою мішенню для антитіл. Тут досліджується згортання білка А і декількох його варіантів. Ці білки є найбільшими молекулами, які коли-небудь симулювалися в рамках F@H, хоча експерименти свідчать, що вони згортаються надзвичайно швидко. Крайній термін для повернення результатів 9 днів. Зображення: 

### Проєкт 113
Проєкти 111, 112, 113 і 114 аналізують згортання білка Стафіллокок А, білка з трьома пов'язаними спіралями. Білок А зазвичай прикріплений до бактеріальної мембрани, і є важливою мішенню для антитіл. Тут досліджується згортання білка А і декількох його варіантів. Ці білки є найбільшими молекулами, які коли-небудь симулювалися в рамках F@H, хоча експерименти свідчать, що вони згортаються надзвичайно швидко. Крайній термін для повернення результатів 9 днів. Зображення: 

### Проєкт 114
Проєкти 111, 112, 113 і 114 аналізують згортання білка Стафіллокок А, білка з трьома пов'язаними спіралями. Білок А зазвичай прикріплений до бактеріальної мембрани, і є важливою мішенню для антитіл. Тут досліджується згортання білка А і декількох його варіантів. Ці білки є найбільшими молекулами, які коли-небудь симулювалися в рамках F@H, хоча експерименти свідчать, що вони згортаються надзвичайно швидко. Крайній термін для повернення результатів 9 днів. Зображення: 

### Проєкти 115—126
До більших білків! Спершу деякі тести, починаючи з згорнутого стану, разом з симуляціями розгортання. Позначені pdb кодами (2SPZ, 2ABD, 1APS, 1UBQ, 1I6C, 1SHF), аналізуються різноманітні білками з відмінними архітектурами (всі альфа, альфа/бета, всі бета).

### Проєкти 127—128
Ці два проєкти є першими тестами ділянки WW. Це цікавий білок, як з точки зору згортання, так і з точки зору біології, медицини і хвороб. Ви можете знайти більше інформації в хорошій, не стенфордській сторінці  [Архівовано 10 березня 2006 у Wayback Machine.].

### Проєкти 131—136
До більших білків! Після деяких тестів, які починалися з згорнутого стану, досліджується згортання більших білків. Позначені pdb кодами (2SPZ, 2ABD, 1APS, 1UBQ, 1I6C, 1SHF), аналізуються різноманітні білками з відмінними архітектурами (всі альфа, альфа/бета, всі бета).

### Проєкти 137—144
Проводиться певна робота для вивчення залежності згортання білків від різноманітності зовнішніх властивостей. Опрацьовується один і той же білок у різних проєктах з відмінностями в умовах вирішення.

### Проєкти 145—157
Проводиться певна робота для вивчення залежності згортання білків від різноманітності зовнішніх властивостей. Опрацьовується один і той же білок у різних проєктах з відмінностями в умовах вирішення. WU з проєкту 146 вийшли з файлами .xyz, позначеними як проєкт 145. Це було особливо нещасливим, адже завдання з проєкту 146 були в 10 раз більшими (і приносили в 10 раз більше кредитів), ніж з 145-го.

### Проєкти 160—172
Проєкти 160—172 також аналізують згортання headpiece Вілліна. The villin headpiece — це частина білка Віллін, яка сформована з трьох спіралей, які згруповані разом. Віллін — це білок, який допомагає підтримувати сітку волокон (зроблених з білка Актин), що служать, як щось подібне до скелета клітини. Зображення: 
Проєкт повернувся до Вілліна, щоб випробувати нову техніку, яка випробовувалася внутрішньо для використання даних F@H для прогнозування структури. Як відрізняються різні проєкти? Вони мають однакові умови (послідовності, температуру, і т. д.), але починаються з відмінних початкових умов. Це є важливою перевіркою, як відрізняються отримані результати. Для результатів (які є важливі), ми повинні знати, наскільки вони є відновлюваними, і як вони залежать від таких речей, як початкові умови. Без подібної інформації важко зробити висновок, чи результати є анекдотичними, чи дійсно мають сенс.
Цим «ставляться всі крапки над і». Це вже не питання «чи F@H працює», зараз доводиться — так, працює, і працює в здоровій манері.
Оскільки це доволі велике WU, крайній термін для повернення завдання 6 днів.

### Проєкти 180—182
Проєкти 180—182 розглядають згортання нових мутантів Engrailed Homeodomain, великої зразкової системи для порозуміння згортання і misfolding. Вважається, що вони залучені до багатьох захворювань, зокрема багатьох раків. Це більший і складніший білок, ніж попередні, і, що найважливіше, має багато експериментальних даних для порівняння. Проєкти 180 і 181 використовують відмінні техніки симуляцій, а Проєкт 182 проводиться при новій температурі, з метою порівняння з експериментальними даними.
Для детальнішої інформації перегляньте ці посилання: 
.

### Проєкт 183
Проєкт 183 досліджує високотемпературне розгортання все-бета 1I6C. Цей білок є ізомеразою — ензимом, який допомагає іншим білкам змінювати їхню структуру. Мета досліджень — спостереження поведінки білка після того, як його піддали високій температурі (600 К).

### Проєкти 184—185
Проєкти 184—185 досліджують поведінку у рівновазі згорнутих структур Engrailed Homeodomain, великої зразкової системи для порозуміння згортання і misfolding. Вважається, що вона залучена до багатьох захворювань, зокрема багатьох раків. Це більший і складніший білок, ніж попередні, і, що найважливіше, має багато експериментальних даних для порівняння. Проєкт 184 проводиться при кімнатній температурі, а Проєкт 185 — при трохи збільшеній, для обох доступні експериментальні дані.
Для детальнішої інформації перегляньте ці чудові посилання: 
.

### Проєкти 186—190
Проєкти 186—190 and 211—213 досліджують згортання і поведінку у стані рівноваги синтезованого міні-білка 1FSV. Цей білок за структурою подібний до BBA5 (білок, про який є багато інформації), і який служить як важливий контроль праці.

### Проєкти 186-190_211_213
Проєкти 186—190, 211 і 213 досліджують згортання і поведінку у стані рівноваги синтезованого міні-білка 1FSV. Цей білок за структурою подібний до BBA5 (білок, про який є багато інформації), і який служить як важливий контроль праці.

### Проєкт 191
Проєкт 191 досліджує поведінку малого, 7-и амінокислотного пептиду у явному розчиннику. Він використовується для перевірки нових методологій при залученні явної присутності води, і щоб спробувати щось дізнатися про поведінку основних частин структури білка. Це завдання таке велике тому, що тут стимулюється не тільки білок, але і сотні молекул води навколо нього. Так що, навіть якщо білок сам по собі малий, загальна кількість атомів у симуляції велика.

### Проєкт 192
Проєкт 192 досліджує поведінку малого, 7-и амінокислотного пептиду у явному розчиннику. Він використовується для перевірки нових методологій при залученні явної присутності води, і щоб спробувати щось дізнатися про поведінку основних частин структури білка. Це завдання таке велике тому, що тут стимулюється не тільки білок, але і сотні молекул води навколо нього. Так що, навіть якщо білок сам по собі малий, загальна кількість атомів у симуляції велика.

### Проєкт 200
Як і Проєкт 105, Проєкт 200 також аналізує згортання Віллін headpiece. Проєкт повернувся до Вілліна, щоб випробувати деякі нові техніки на вже відомих величинах. Якщо нові методи будуть ефективніші для Вілліна, вони будуть випробувані на інших білках. Аналіз розпочанеться з відомих величин, щоб знати, чи ці методи кращі. The villin headpiece — це частина білка Віллін, яка сформована з трьох спіралей, які згруповані разом. Віллін — це білок, який допомагає підтримувати сітку волокон (зроблених з білка Актин), що служать, як щось подібне до скелета клітини.
Оскільки це доволі велике WU, крайній термін для повернення завдання 6 днів. Зображення: 

### Проєкти 201—210
Як і Проєкт 105, Проєкт 200 також аналізує згортання Віллін headpiece. Проєкт повернувся до Вілліна, щоб зробити деякі дуже важливі перевірки — переконатися, що те, що ми гадаємо, що відбувається, є дійсно те, що відбувається насправді. Хоча перевірки не виглядають надто захоплюючими, вони є критичною частиною науки. The villin headpiece — це частина білка Віллін, яка сформована з трьох спіралей, які згруповані разом. Віллін — це білок, який допомагає підтримувати сітку волокон (зроблених з білка Актин), що служать, як щось подібне до скелета клітини. Зображення: 

### Проєкти 212_214-216_230-231_233-234_243-246_1605
Ці проєкти аналізують «розгортання» Віллін headpiece. Розгортання тривимірної структури Вілліна виникає при додаванні хімічно утвореної сечовини до води, у якій знаходиться Віллін. Ніхто точно не знає, як сечовина розгортає білки, і цією симуляцією ставиться це запитання. Розуміння розгортання білків може допомогти краще розуміти базові питання, такі як стабільність білків і надає розуміння хвороб, пов'язаних з розгорнутими або misfolded білками. The villin headpiece — це частина білка Віллін, яка сформована з трьох спіралей, які згруповані разом. Віллін — це білок, який допомагає підтримувати сітку волокон (зроблених з білка Актин), що служать, як щось подібне до скелета клітини. Зображення: 

### Проєкти 217-220_235-238_247-249_1600
Проєкти 217 — 220 аналізують «розгортання» ділянки C2 білка Кіназа C. Розгортання виникає при додаванні хімічно утвореної сечовини до води, у якій знаходиться C2. Ніхто точно не знає, як сечовина розгортає білки, і цією симуляцією ставиться це запитання. Розуміння розгортання білків може допомогти краще розуміти базові питання, такі як стабільність білків і надає розуміння хвороб, пов'язаних з розгорнутими або misfolded білками. Ділянка C2 знайдена у багатьох білках і вона часто залучена у чутливості до кальцію і закріпленні мембран.

### Проєкти 221_223_224_227_239-242_1601-1604
Проєкти 221, 223, 224 і 227 аналізують «розгортання» ділянки N-закінчення рибосомального білка L9 (NTL9). Розгортання виникає при додаванні хімічно утвореної сечовини до води, у якій знаходиться білок. Ніхто точно не знає, як сечовина розгортає білки, і цією симуляцією ставиться це запитання. Розуміння розгортання білків може допомогти краще розуміти базові питання, такі як стабільність білків і надає розуміння хвороб, пов'язаних з розгорнутими або misfolded білками. Зображення: 

### Проєкти 250—269
Проєкт 250—269 є першим з серії нових проєктів, які стосуються серій 340—387, перелічених нижче, і застосовує нову методологію дослідження згортання малих РНК. Зображення: 
Для конкретнішої інформації зверніться: Insights into nucleic acid conformational dynamics from massively parallel stochastic simulations
 [Архівовано 8 січня 2007 у Wayback Machine.]
Eric J. Sorin, Young Min Rhee, Brad J. Nakatani, & Vijay S. Pande
Biophysical Journal (2003), 85, In Press.

### Проєкт 270
Це бета проєкт для перевірки роботи клієнтів і серверів. Тут «згортається» малий, штучно синтезований білок (що само по собі є цікавим). Зображення: 

### Проєкт 271
Ще один бета проєкт для перевірки роботи клієнтів і серверів. Це також малий, штучно синтезований білок. Зображення: 

### Проєкти 273—293
Ці проєкти будуть вивчати транспорт малої молекули через клітинні мембрани. Будуть побудовані профілі вільної енергії при проходженні води і для кожної з двадцяти природних амінокислот, надаючи гармонічний потенціал для проштовхування їх в/через подвійний шар ліпідів. Зображення: 

### Проєкти 295—299
Ці WU є безпосередніми дослідженнями білків, які присутні при хворобі Гантінгтона (HD). Проводиться у співпраці з експериментаторами, щоб краще зрозуміти, як ці білки спричиняють HD і, зрештою, вивчити, як перешкодити скупченню білка, що цьому сприяє. Зображення: 

### Проєкти 301—319
«Петля» GNRA — це мала вторинна частина РНК, яка містить те, що дехто називає «незвичайно стабільною» чотирьохкільцевою ділянкою, яка сполучає два ланцюга, які формують спіральну «петлю». Раніше характеризувалася короткочасова динаміка і термічне розгортання «петлі» і з того часу здійснюються численні пов'язані дослідження in silico: розгортання при біологічно відповідній температурі, безпосереднє згортання, оцінка термодинамічної рівноваги цієї «петлі» РНК via replica exchange stochastic dynamics, і розрахунки імовірності згортання для малого ансамблю структур (Pfold), що дозволяє досліджувати перехідний стан процесу згортання. Зображення: 
Ці серії проєктів завершені, і є відправною точкою для нових серій 340—385, які будуть використовувати витонченіші алгоритми, щоб збільшити отриману точність і дослідити роль молекул і іонів води у процесах згортання і розгортання.
Для конкретнішої інформації зверніться:
1) RNA Simulations: Probing Hairpin Unfolding and the Dynamics of a GNRA Tetraloop  [Архівовано 8 січня 2007 у Wayback Machine.]
Eric J. Sorin, Mark A. Engelhardt, Daniel Herschlag, & Vijay S. Pande
Journal of Molecular Biology (2002), 317(4).
2) Insights into nucleic acid conformational dynamics from massively parallel stochastic simulations
 [Архівовано 8 січня 2007 у Wayback Machine.]
Eric J. Sorin, Young Min Rhee, Brad J. Nakatani, & Vijay S. Pande
Biophysical Journal (2003), In Press.
3) Protein Data Bank entry for GCAA tetraloop hairpin 1ZIH 

### Проєкти 320—339
Пептид Fs є добре вивченою спіраллю поліаланіну з трьома вставленими стабілізуючими залишками Аргініну. Проєкти 320—339 уможливлять характеризацію динаміки рівноважного згортання і розгортання цієї простої вторинної структури, так само як і вплив води на ці процеси, та природу процесів стабілізації залишків ARG (Аргініну). Ці серії проєктів завершені. Зображення: 

### Проєкти 340—349
Серії 340—387 є продовженням перших серій РНК-проєктів (301—319), з використанням витонченіших алгоритмів для збільшення отриманої точності. Ці проєкти, які використовують нове ядро F@H Gromacs, дозволяють дослідити роль молекул і іонів води у процесах згортання і розгортання, так само як і ефект полярності води, використовуючи три (TIP) моделі зростаючої складності. Ці серії проєктів завершені. Приклад: 
Для конкретнішої інформації:
- Insights into nucleic acid conformational dynamics from massively parallel stochastic simulations  [Архівовано 8 січня 2007 у Wayback Machine.]
- Eric J. Sorin, Young Min Rhee, Brad J. Nakatani, & Vijay S. Pande Biophysical Journal (2003), 85, In Press.

### Проєкти 350—359
Пептид Fs є добре вивченою спіраллю поліаланіну з трьома вставленими стабілізуючими залишками аргініну. Проєкти 350—353 уможливлять характеризацію динаміки рівноважного згортання і розгортання цієї простої вторинної структури, так само як і вплив води на ці процеси, та природу процесів стабілізації залишків ARG (аргініну). Проєкти 354—359 фокусуються на чистому аналозі поліаланіну Fs пептиду. Ці серії проєктів завершені. Приклад: 

### Проєкти 360—387
Серії 340—387 є продовженням перших серій РНК-проєктів (301—319), з використанням витонченіших алгоритмів для збільшення отриманої точності. Ці проєкти, які використовують нове ядро F@H Gromacs, дозволяють дослідити роль молекул і іонів води у процесах згортання і розгортання, так само як і ефект полярності води, використовуючи три (TIP) моделі зростаючої складності. Ці серії проєктів завершені. Приклад: 
Для конкретнішої інформації:
- Insights into nucleic acid conformational dynamics from massively parallel stochastic simulations  [Архівовано 8 січня 2007 у Wayback Machine.]
- Eric J. Sorin, Young Min Rhee, Brad J. Nakatani, & Vijay S. Pande Biophysical Journal (2003), 85, In Press.

### Проєкти 388—396
РНК, так як і білки, може згортатися у точні тривимірні структури з метою функціонування, цей процес за аналогією називається «Згортанням РНК». Почалися дослідження самоорганізації більших різновидів РНК, симулюючи повний процес згортання транспортної РНК (т-РНК), життєво важливого «гравця» у внутрішньоклітинній організації білків. Для досягнення мети, використовуються атомістична модель і зміщуючі потенціали. Ці серії проєктів завершені. Зображення: дріжджова т-РНКphe (pdb code: 6tna  [Архівовано 12 січня 2008 у Wayback Machine.]), 

### Проєкти 400—499
Ці захоплюючі нові проєкти є намаганням зрозуміти, як добре працюють поточні моделі білків. Будуть симулюватися бокові ланцюги амінокислот (молекул, з яких утворені білки), оточених водою, щоб виміряти властивості цих моделей амінокислот. Розуміння, як поводяться поточні моделі амінокислот, може допомогти у розробці нових і кращих моделей для симуляції білків.
Ці проєкти потребують трохи більше пам'яті (тому що симулюються багато молекул води) і (як мінімум, часу, за який будуть опрацьовані нові результати) тривають менше часу. Крайній термін для цих завдань коротший — 18 годин. Цей час буде збільшений, якщо виявиться, що багато завдань будуть втрачатися. Зображення: 